# ハメーンリンナ (小惑星)
ハメーンリンナ (2535 Hämeenlinna) は、小惑星帯にある小惑星である。フィンランドの天文学者ユルィヨ・バイサラがトゥルクで発見した。
フィンランド、南スオミ州の都市ハメーンリンナから命名された。